# Tokio-Marathon 2025
| 18. Tokio-Marathon                          | 18. Tokio-Marathon              |
| ------------------------------------------- | ------------------------------- |
| Stadt                                       | Tokio, Japan                    |
| Datum                                       | 2. März 2025                    |
| Distanz                                     | 42,195 Kilometer                |
| Sieger                                      |                                 |
| Männer                                      | Tadese Takele (2:03:23 h)       |
| Frauen                                      | Sutume Asefa Kebede (2:16:31 h) |
| ← Tokio-Marathon 2024 Tokio-Marathon 2026 → |                                 |
| Website                                     | Offizielle Website              |

Der Tokio-Marathon 2025 (jap. 東京マラソン2025, Tōkyō Marason 2025) war die achtzehnte Ausgabe der jährlich in Tokio, Japan stattfindenden Laufveranstaltung.
Der Marathon fand am 2. März 2025 statt.
Er war Teil der  World Marathon Majors 2025 und hatte das Etikett Platinum Label der World Athletics Label Road Races 2025.

## Ergebnisse

### Männer
| Platz | Athlet                   | Nation    | Zeit    |
| ----- | ------------------------ | --------- | ------- |
| 01    | Tadese Takele            | Äthiopien | 2:03:23 |
| 02    | Deresa Geleta            | Äthiopien | 2:03:51 |
| 03    | Vincent Kipkemoi Ngetich | Kenia     | 2:04:00 |
| 04    | Titus Kipruto            | Äthiopien | 2:05:34 |
| 05    | Mulugeta Asefa Uma       | Äthiopien | 2:05:46 |
| 06    | Geoffrey Toroitich       | Kenia     | 2:05:46 |
| 07    | Benson Kipruto           | Kenia     | 2:05:46 |
| 08    | Suldan Hassan            | Schweden  | 2:05:57 |
| 09    | Joshua Cheptegei         | Uganda    | 2:05:59 |
| 10    | Tsubasa Ichiyama         | Japan     | 2:06:00 |

### Frauen
| Platz | Athletin               | Nation              | Zeit    |
| ----- | ---------------------- | ------------------- | ------- |
| 01    | Sutume Asefa Kebede    | Äthiopien           | 2:16:31 |
| 02    | Winfridah Moraa Moseti | Kenia               | 2:16:56 |
| 03    | Hawi Feysa             | Äthiopien           | 2:17:00 |
| 04    | Magdalyne Masai        | Kenia               | 2:19:28 |
| 05    | Rosemary Wanjiru       | Kenia               | 2:19:57 |
| 06    | Desi Jisa Mokonin      | Bahamas             | 2:20:07 |
| 07    | Gotytom Gebreslase     | Äthiopien           | 2:20:25 |
| 08    | Degitu Azimeraw        | Äthiopien           | 2:20:26 |
| 09    | Deshun Zhang           | Volksrepublik China | 2:20:53 |
| 10    | Jessica Stenson        | Australien          | 2:22:56 |